# 拉季基夫卡 (蘇梅區)
51°0′55″N 34°49′54″E / 51.01528°N 34.83167°E
拉德基夫卡（烏克蘭語：Радьківка）是位於烏克蘭東北部的村莊，由蘇梅州蘇梅區的蘇梅市鎮負責管轄。該村距離斯泰茨基夫卡1公里，海拔高度180米，2001年該村落人口169。